# 背斑棘鱗魚
背斑棘鱗魚為輻鰭魚綱金眼鯛目金鱗魚亞目金鱗魚科的其中一種，分布於西太平洋區，包括琉球群島、密克羅尼西亞、帛琉等海域，棲息深度可達9公尺，體長可達19.7公分，棲息在礁石區，夜行性。

## 擴展閱讀
維基物種上的相關：背斑棘鱗魚